# Nykøbing Mors
Nykøbing Mors är en tätort och småstad på östra sidan av ön Mors, belägen i Limfjorden på norra Jylland i Danmark. Staden är öns största tätort och hade i januari 2020 9 204 invånare. Den utgör centralort i Morsø kommun.
Nykøbing Mors är en viktig industristad med gjuteri och tillverkning av isolering, maskiner och möbler. Hama tillverkar pärlplattor i staden. Här finns också Dansk Støberimuseum i N.A. Christensen & Co. Jernstøberis tidigare lokaler.
Nykøbing Mors växte förmodligen upp kring johanniterklostret Dueholm och är känt som stad sedan sent 1200-tal. Den utvecklades starkt tack vare sillfisket i Limfjorden på 1400- till 1600-talet.
Den dansk-norske författaren Aksel Sandemose växte upp i Nykøbing Mors och staden har utgjort förebild för den fiktiva staden Jante som gett namn åt Jantelagen.

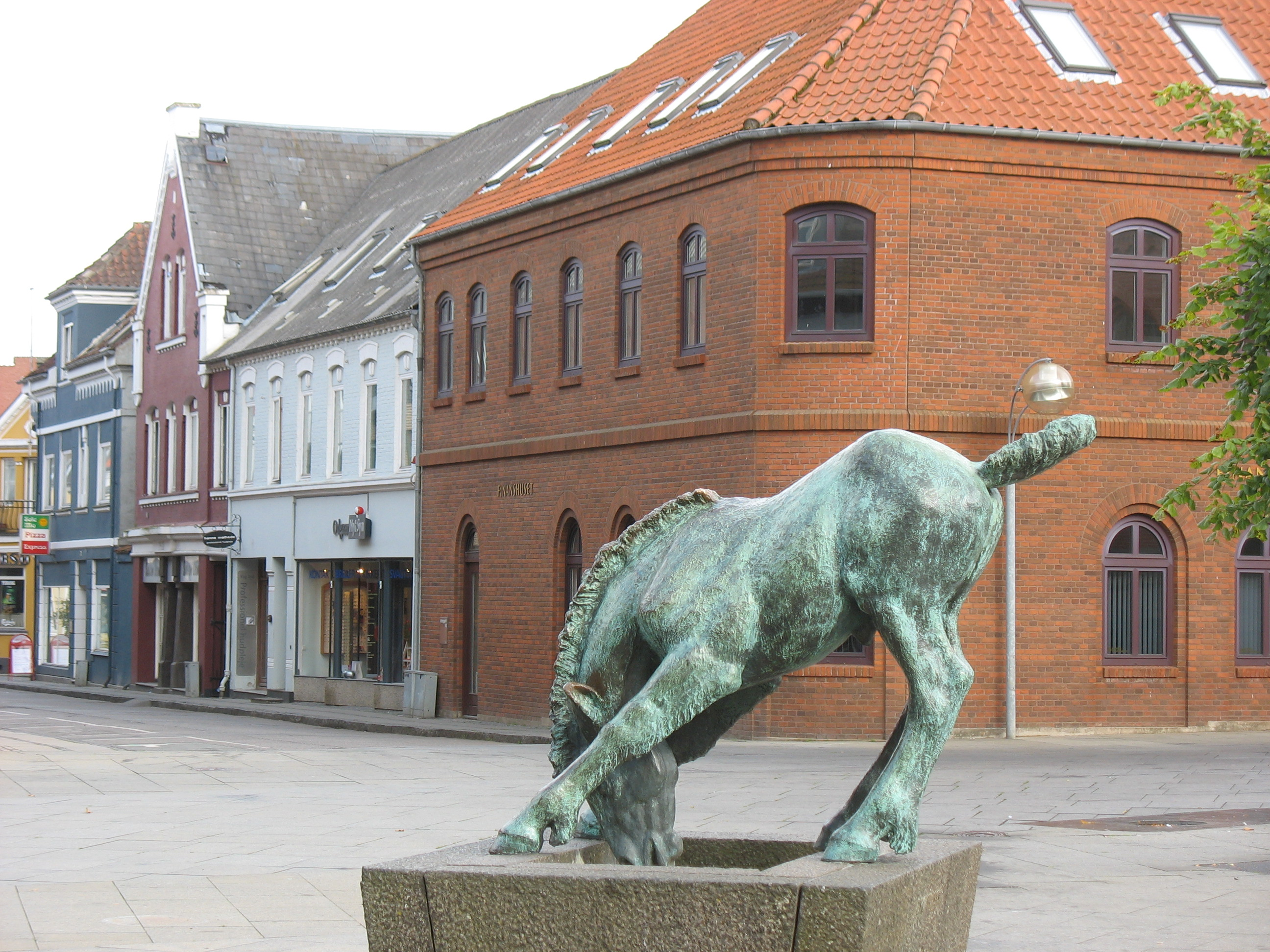
Drikkende hest av Hugo Liisberg på Kirketorvet.